# سیاست حسن روحانی درباره یارانه
حسن روحانی اعتقاد دارد که در کنار یارانه نقدی باید یارانه کالایی نیز به دهک‌های پایین جامعه داده شود، چراکه در دولت تدبیر و امید، هدف این است که در بخش اقتصادی، آرامش به مردم داده شود و مردم برای کالاهای اساسی خود نگران نباشند. وی با تأکید بر این‌که صدقه گرفتن افتخار نیست، بلکه صدقه دادن افتخار است، گفت: ما باید به نحوی حرکت کنیم که وضع مالی مردم خوب شود تا مالیات دهند و در واقع به سمتی برویم که دست دولت به سمت ملت دراز باشد نه برعکس آن.
به اعتقاد روحانی، یارانه افرادی که دارای حقوق ثابت هستند، مانند کارگران و کارمندان باید تقویت شود.
او در مورد یارانه‌ها گفت:یارانه باید هدفمند شود اما سؤال اینجا است که آیا این امر محقق شد؟ یارانه باید به تولید می‌رسید اما این امر محقق نشد و برای ادامه هدفمندی باید نواقص گذشته اصلاح گردد و در کنار یارانه نقدی، یارانه کالایی هم داشته باشیم تا مردم مشکل نداشته باشند و نگرانی از مردم گرفته شود. دولت تدبیر و امید درصدد است تا علاوه بر حل مشکلات اقتصادی، مردم به چنان آرامشی برسند و همه در خانه‌ها شاغل باشد که به یارانه ۴۵ هزار تومانی نیاز نداشته باشند.
وی همچنین گفته است «یارانه که باید هدفمند بشود اما سؤال اینه که هدفمند شد قرار این بود که یارانه هدفمند بشه هدفمندی یارانه خیلی هدف قشنگی است هدفمندی یارانه می‌دانید مجلس شورای اسلامی از کی دنبال کرده از برنامه دوم از برنامه سوم همه دنبالش بودند الحمدلله هدفمندی یارانه قدم اولش ولو ناقص اجراشد ای کاش هدفمندی یارانه آن طور که مجلس شورای اسلامی تصویب کرده بود همان جور اجرا می‌شد به همان صورت از همان منابع، هدفمندی یارانه بنا بود به تولید هم برسد بنا بود به تولید رونق بدهد می دونید اصلاً هدفمندی یارانه برای چیه هدفمندی یارانه برای اینه که علامت درست به تولید بدهیم هدفمندی یارانه عدالت بود اگر ما به آن اهداف برسیم کار بزرگی کردیم هدفمندی یارانه مصوب هست قانون است باید ادامه پیدا کند اما برای ادامه آن باید کاری کنیم قانون را به دقت اجرا کنیم نواقص گذشته را جبران بکنیم اشکالات قبلی را رفع بکنیم و من معتقدم در کنار این یارانه نقدی ما نیاز به یارانه کالایی داریم من قبلاً در چند سخنرانی اعلام کردم که در دولت تدبیر و امید در کنار یارانه نقدی یارانه کالایی برای کالاهای اساسی تا مردم ما مخصوصاً قشرهایی که دهک‌های پایین آنهایی که بیشتر در فشارند دغدغه نداشته باشند اساس اقتصاد دولت تدبیر و امید این است که آرامش به مردم بدهد در بخش اقتصاد نگرانی را بردارد مردم برای کالای اساسی شان نگران نباشند اصلاً بالاتر دولت تدبیر و امید دنبال این هست که آن چنان رونق اقتصادی ایجاد بکند و آن چنان مردم را از لحاظ درآمد سرشار بتوانند در اختیارشان قرار بگیرد اصلاً به این چهل و پنج هزار تومان خودشان نیاز نداشته باشند زندگی خوب داشته باشند همه افراد شاغل باشند در خانواده، با افتخار صدقه گرفتن افتخار نیست صدقه دادن افتخار است ما اگر زندگی مردم را خوب کنیم مردم با افتخار مالیات به دولت می‌دهند نیاز ندارند دست به سوی دولت دراز کنند من می‌خواهم کاری کنم دولت به سوی مردم دست دراز کند نه اینکه ملت بزرگ و عزیز ما به سمت دولت دست دراز کند.»
حسن روحانی در سخنرانی مجلس در تیرماه ۱۳۹۲ گفت «در بحث یارانه، همان‌طور که شما می‌دانید، منابع یارانه با هزینه یارانه نقدی فاصله دارد. مجلس برای حل این مشکل راه‌حلی را پیش‌بینی کرد تا براساس آن حامل‌های انرژی قیمت‌گذاری جدیدی شود، اما قانون اجرا نشد. این در حالی است که باید حداقل از اول تیرماه اجرا می‌شد، فعلاً برای صرف منابع هزینه‌ای حرکت‌های سریعی انجام می‌شود و برای تأمین منابع درآمدی قدمی برداشته نمی‌شود. هرچه هم گفته می‌شود، می‌گویند دولت آینده این کارها را انجام می‌دهد.»
حسن روحانی در نشست خبری دوم خود پس از انتخابات گفت پرداخت یارانه‌ها به همان مقدار که تا اکنون پرداخت شده‌است ادامه پیدا خواهد کرد.
روحانی می‌گوید دولت به دنبال آن است شرایط را برای روند بهتر هدفمندی یارانه‌ها آماده کنند؛ ضمن اینکه دولت می‌خواهد حرکت بخش اقتصادی به سمت رونق اقتصادی باشد و در این مسیر می‌خواهد تا جایی که ممکن است از استقراض بانک مرکزی پرهیز کند.
حسن روحانی رفع منابع پرداخت یارانه نقدی به مردم را از دیگر مشکلاتی دانست که دولت با آن مواجه است. مبنای پرداخت یارانه‌ای که امروز به مردم پرداخت می‌شود در بودجه امسال این بوده که ۳۸ درصد به قیمت حامل‌های انرژی افزوده شود که این کار باید در تیر ماه (۱۳۹۲) انجام می‌شد. دولت به گونه‌ای برنامه‌ریزی کرده تا این افزایش قیمت‌ها در زمان مناسبی به انجام رسیده، ضمن اینکه پرداخت یارانه‌ها نیز متوقف نشده و تا پایان سال (۱۳۹۲) انجام شود.
علی طیب‌نیا وزیر امور اقتصادی و دارایی گفت: پرداخت یارانه‌ها در فاز نخست هدفمندی یارانه‌ها به شیوه قبل ادامه پیدا می‌کند و اگر قرار بر ایجاد تغییراتی باشد این تغییرات در مرحله دوم اعمال خواهد شد. علی طیب نیا می‌گوید موضوع تغییر پرداخت‌ها در خصوص دهک‌های پردرآمد به مرحله دوم هدفمندی یارانه‌ها مربوط است.
حسن روحانی در نخستین گفتگوی تلویزیونی خود در ۱۹ شهریور ۱۳۹۲ تأکید کرد ما تا پایان سال هدفمندی یارانه‌ها را به همین صورت کنونی اجرا خواهیم کرد. ما راه حل‌هایی را پیدا کردیم تا بتوانیم منابع یارانه را تأمین کنیم و راه حل‌هایی را در این زمینه در اصلاحیه بودجه ۱۳۹۲ ذکر کرده‌ایم. البته ممکن است نمایندگان محترم نیز راه حل‌هایی داشته باشند و پیشنهاد کنند و ما هم تابع قانون هستیم.

## سبد کالا و ادامه پرداخت یارانه
در یکصدمین روز ریاست جمهوری حسن روحانی وی در یک برنامه زنده تلویزیونی برای مردم اعلام کرد که قرار است تا پیش از سال پرداخت یارانه‌ها به شکل موجود ادامه یابد. وی همچنین گفت دولت درصدد است که شیوه پرداخت یارانه را اصلاح کند. وی همچنین اضافه کرد مرحله دوم یارانه‌ها را در سال ۱۳۹۳ عملی می‌کنیم. دولت می‌خواهد ابتدا تورم را مهار و سیستم بانکی را اصلاح کند و سپس به مرحله دوم پرداخت یارانه‌ها وارد شود. حسن روحانی همچنین با بیان این‌که دو بسته کالایی برای قشرها کم‌درآمد تا پایان امسال در نظر گرفته شده‌است، اظهار کرد: کارمندان دولت نیز جزو این قشرها کم‌درآمد محسوب می‌شوند که در کنار یارانه نقدی این کمک را دریافت می‌کنند که زمان و مقدار آن را بعداً اعلام می‌کنیم. توزیع سبد کالا به قشرها کم درآمد در اواخر سال ۱۳۹۲ آغاز گردید.

## اعضای هیئت‌دولت

### علی طیب‌نیا
علی طیب‌نیا، وزیر امور اقتصادی و دارایی می‌گوید در خصوص قانون هدفمندی یارانه‌ها گفت: «ایده‌آل این است که قشرها کم درآمد یارانه نقدی بیشتری دریافت کنند و دهک‌های درآمدی بالا یارانه نقدی دریافت نکنند؛ لذا با ادامه بررسی‌هایی که برای شناسایی قشرها کم درآمد انجام شده بود و با جلب کمک‌های کمیته امداد امام خمینی و سازمان بهزیستی باید مشمولان یارانه نقدی را سازماندهی کرد. با روند اخیر افزایش نرخ تورم، قدرت خرید قشرها کم درآمد به شدت کم شده و یارانه نقدی به هیچ وجه کفاف افزایش هزینه‌های زندگی آن‌ها را نمی‌دهد و بر این اساس ادامه شرایط فعلی پرداخت یارانه نقدی توجیه پذیر نیست. با قائل بودن به نگاه سیستمی در اداره اقتصاد و پایان دادن به رویه‌های مهندسی کوتاه مدت، به عنوان نمونه با اصلاح نظام مالیات کشور و ارائه تخفیف به بخش تولید، حذف معافیت‌های مالیاتی غیرضروری بخش‌های غیرمولد و پایان دادن به فرارهای مالیاتی در عمل دولت یارانه بیشتری را به قشرها مولد اعطا می‌کند.» علی طیب‌نیا نکته فراموش شده دیگر در اجرای قانون هدفمندی یارانه‌ها را اختصاص بخشی از درآمد هدفمندسازی یارانه‌ها به شکل‌دهی نظام جامع تأمین اجتماعی دانست وی می‌گوید در عین حال کمک به اصلاح نظام تولید و ساختار تولید نیز باید جدی گرفته شود. در مجموع باید شرایط کلان و نهادی لازم برای آغاز فاز دوم هدفمندسازی یارانه‌ها نیز فراهم شود تا مسایل پیش آمده برای فاز اول آن برای جامعه رخ ندهد.
علی طیب‌نیا وزیر امور اقتصادی و دارایی گفت: پرداخت یارانه‌ها در فاز نخست هدفمندی یارانه‌ها به شیوه قبل ادامه پیدا می‌کند و اگر قرار بر ایجاد تغییراتی باشد این تغییرات در مرحله دوم اعمال خواهد شد. علی طیب نیا می‌گوید موضوع تغییر پرداخت‌ها در خصوص دهک‌های پردرآمد به مرحله دوم هدفمندی یارانه‌ها مربوط است.

### محمدباقر نوبخت
محمدباقر نوبخت معاون برنامه‌ریزی و نظارت راهبردی حسن روحانی در رابطه با اجرای هدفمند یارانه‌ها در دولت یازدهم گفته است هدفمندی یارانه‌ها یک قانون است که دولت نیز خود را موظف به اجرای آن می‌داند. طبق آخرین اظهار نظرهای ریاست جمهور یارانه افراد طبق ماه‌های گذشته به حساب سرپرستان خانوار واریز می‌شود و قرار نیست از یارانه افراد کم شود. از آنجایی که در مرحله دوم هدفمندی منابع بیشتری در اختیار دولت قرار می‌گیرد طبق ماده هفت قانون هدفمندی یارانه‌ها میان درآمدهای خانوار و اعطای یارانه باید تناسب به وجود آید. در مرحله دوم اجرای هدفمندی یارانه‌ها میزان یارانه به دهک‌های پایین جامعه افزایش می‌یابد.

## مرحله دوم هدفمندی یارانه‌ها
حسن روحانی در شهریور ۱۳۹۲ گفت: برای اجرای مرحله دوم نیز ما در حال آسیب‌شناسی مرحله اول و بررسی مقدمات مرحله دوم اجرای قانون هدفمندکردن یارانه‌ها هستیم، چراکه باید مراحل بعدی اجرای این قانون شروع شود و در فرصت مناسب این امر آغاز شود.
در آغاز سال ۱۳۹۳ خورشیدی با طرح دولت، قرار شد مردم دوباره برای درخواست یارانه ثبت نام کنند. این امر برای بررسی وضعیت مالی خانوارها در دریافت یارانه انجام شد.